# Кот в сапогах (Шрек)
Кот в сапога́х (англ. Puss in Boots) — один из главных героев медиафраншизы «Шрек». Впервые Кот появился в мультфильме «Шрек 2» (2004): по сюжету картины он был нанят, чтобы убить огра Шрека, но, потерпев поражение в схватке, перешёл на его сторону и стал его верным другом. В картине «Шрек Третий» (2007) Кот помогает Шреку найти наследника престола для Тридевятого королевства, а в мультфильме «Шрек навсегда» (2010), в альтернативной вселенной, набравший лишний вес Кот становится домашним питомцем принцессы Фионы. Предыстория персонажа показана в мультфильме «Кот в сапогах» (2011), являющемся спин-оффом и приквелом фильмов о Шреке. Кот также является главным персонажем сериала «Приключения Кота в сапогах» (2015—2018), вышедшего на Netflix. Герой вернулся в мультфильме «Кот в сапогах: Последнее желание» (2022).
Кот в сапогах основан на одноимённом персонаже из сказки. При создании внешнего облика героя дизайнер персонажей Том Хестер пытался сделать его похожим на настоящего кота. Разрабатывая характер и поведение Кота, создатели мультфильма вдохновлялись персонажами Зорро и Индианой Джонсом. После дебюта персонажа в сиквеле «Шрека» у создателей возникла идея сделать его главным героем своего собственного отдельного мультфильма. Антонио Бандерас озвучил Кота в английской, испанской и итальянской версиях мультфильмов. Изначально он пробовал использовать высокий голос при озвучании, но вскоре вместе с создателями «Шрека 2» выбрал более глубокий тон, отличавшийся от его обычного голоса. По признанию Бандераса, озвучивание Кота в сапогах стало важной частью его карьеры. В «Приключениях Кота в сапогах» Кота озвучивает Эрик Бауза, в русском дубляже фильмов (за исключением «Последнего желания») и сериала — Всеволод Кузнецов.
Персонаж получил в целом положительные отзывы. Рецензенты положительно восприняли образ Кота, рассматривая персонажа как источник разрядки смехом и отмечая его высокую популярность среди персонажей франшизы «Шрек». Помимо прочего, критики обращали внимание на способность Кота «умилять» врагов своим взглядом. Озвучка Бандераса также получила высокую оценку. Помимо этого, выпускались товары, основанные на образе героя.

## Образ

### Концепция, создание и развитие
Персонаж основывается на заглавном герое одноимённой сказки. Дизайнер персонажей Том Хестер разрабатывал внешний облик Кота, основываясь на кошках, которые были у режиссёра «Шрека» Эндрю Адамсона и супервайзера по спецэффектам Кена Биленбера. После того как Антонио Бандераса выбрали на озвучивание Кота, аниматоры «Шрека» в поисках вдохновения для характера персонажа решили проанализировать актёрскую игру Бандераса в фильме «Маска Зорро» (1998), где он исполнил главную роль. Вдохновлённые Зорро в исполнении Бандераса, создатели мультфильма решили сделать родиной Кота Испанию (вместо Италии, как в сказке). При анимировании движений персонажа мультипликаторам потребовались новые программные инструменты для анимации его меха, пояса и плюмажа на шляпе.
Крис Миллер, работавший над мультфильмом «Шрек 2» (2004), рассказывал, что персонаж Кота ему понравился, так же как и зрителям: он и все остальные, участвовавшие в производстве картины, хотели добавить в фильм больше сцен с Котом. Миллер описывал персонажа как «действительно крутого» и динамичного напарника Шрека. Он и другие создатели мультфильма задавались вопросом, на что будет похожа история Кота и почему у него испанский акцент. По словам Миллера, прописывать и разрабатывать Кота было очень весело, а сам персонаж оказал большое влияние на фильм, став одним из самых запоминающихся героев. Кинематографист добавил, что ему всегда нравился Кот, и он был заинтересован в раскрытии предыстории персонажа. Кот неоднократно упоминает некое «большое приключение», не вдаваясь в подробности, в картинах о Шреке, и Миллер хотел проработать его предысторию (например, откуда взялись его сапоги). Режиссёр назвал Кота своим любимым персонажем франшизы, который всегда выделялся на фоне остальных, и не мог представить, чтобы его озвучивал кто-то другой, кроме Бандераса. Бандерасу было предложено озвучить персонажа вскоре после его создания. Миллер отметил, что игра актёра была блестящей.
На Каннском кинофестивале 2004 года Джеффри Катценберг, соучредитель DreamWorks Animation, обратил внимание на популярность Кота среди зрителей и начал думать об использовании персонажа в остальных частях «Шрека» и создания мультфильма с Котом в качестве главного героя. Катценберг посчитал, что Кот «крадёт» любую сцену, в которой появляется, словно бы «напрашиваясь» на создание своего собственного фильма уже сразу после дебютного появления во франшизе. Миллер, который, помимо прочего, снял мультфильм «Кот в сапогах» (2011), знал, что персонаж подходит для отдельного фильма, и был доволен, когда Бандерас быстро согласился на роль. Миллера порадовало решение DreamWorks создать отдельный мультфильм о Коте, и он был счастлив внести свой вклад в его производство. Он также признавался, что идея снять собственный фильм о Коте рассматривалась с того самого момента, как он появился во франшизе «Шрек», посчитав причиной успеха персонажа его «размах и масштабность [для реализации различных идей]» и характер, которым его наделил Антонио Бандерас. Изначально создатели мультфильма хотели привезти кошек в студию, чтобы срисовать с них Кота, однако сотрудники DreamWorks предложили вместо этого использовать видеоролики с котами на YouTube. По словам Миллера, этот видеохостинг был ресурсом для поиска вдохновения, который кинематографисты совместили со своим личным опытом, связанным с котами. Он сказал, что как бы серьёзно кошки ни относились к себе, они никогда не смогут воспротивиться своей истинной природе, и в качестве примера привёл сцену из фильма, в которой Кот в сапогах начинает шипеть как обычный кот.
Создатели мультфильма «Кот в сапогах» с самого начала знали, что нечто в персонаже требовало отдельной большой истории. Изначально задумывалось, что сюжет будущего фильма станет вольной адаптацией классической сказки и будет включать в себя Кота и трёх сыновей мельника. Позже, однако, создатели картины решили создать абсолютно новую историю, рассказанную в более широком масштабе, что, по их мнению, больше подходило для такого популярного персонажа, как Кот. На создание героя также повлияли стиль и структура спагетти-вестернов, а в качестве источников вдохновения для характера и поведения Кота было решено взять так называемых «легенд большого экрана». Одной из таких «легенд» стал Клинт Иствуд, которого Миллер сделал одним из прообразов Кота. Он назвал Иствуда одной из классических фигур кинематографа и смотрел на него как на обладателя сильной харизмы, так как, по его мнению, в нём тоже было «что-то от кошки». В качестве вдохновения использовался «дух авантюризма» Индианы Джонса, образы Джеймса Бонда и Эррола Флинна. Кроме того, по словам Миллера, на создание Кота повлиял образ Зорро, которого сыграл озвучивший его Бандерас, а личность Антонио сильно повлияла на многие принятые создателями мультфильма решения в «Коте в сапогах». Миллер подчеркнул, что очень трудно заметить разницу между характерами Кота и самого Бандераса.
В отдельном мультфильме создатели решили дать Коту более «тяжёлую» историю; они посчитали, что будет действительно важно «разбить ему сердце», и хотели, чтобы он прошёл путь искупления и очистил своё доброе имя. В студии размышляли, стоит ли изображать Кота как жертву обстоятельств, которую подставили, вследствие чего герою пришлось податься в бега. По словам Миллера, они могли показать Кота обманутым и преданным, однако вместе с тем решили изобразить его заслуживающим порицания — ограбление банка не входило в планы Кота, и он убежал из-за страха быть осуждённым, но в конце концов ему пришлось взять на себя ответственность за свои действия. Крис заявил, что желание Кота видеть в других хорошее и цепляться за дружбу являются теми факторами, которые доставляют ему неприятности. Предыстория Кота должна была продемонстрировать тяжёлую ношу у него на сердце и в уме и то, почему он был в бегах, несмотря на свою «крутую» жизнь. По словам Миллера, Кот был довольно открытым персонажем в плане интерпретации его образа в фильме — Кот ко всему добавлял нотку драматичности, что кинематографисты использовали, дабы сделать из его жизни драматичную историю. Он добавил, что тяжёлые драматические темы герою хорошо подходят, превращая его путешествие в историю искупления, в которой «он как бы идёт тёмным путём со шрамом на сердце» и желает очиститься от грехов прошлого и вернуть себе то, что у него когда-то было. Миллер заявил, что образ Кота в плаще стал своеобразной «городской легендой», так как он часто носил его в рекламных материалах, однако в фильмах в нём почти не появлялся. По словам Миллера, плащ Кота был «слишком дорогим, чтобы этот кот продолжал его носить», и «настолько громоздким», что создатели фильма решили нарядить в него Кота лишь на короткое время, как в «Шреке 2». Крис Миллер чувствовал, что «гигантские большие глаза» Кота понравятся зрителям. Исполнительный продюсер мультфильма Гильермо дель Торо, сказал, что в будущем сиквеле, в «Коте в сапогах 2», они планируют отправить Кота в совершенно другую, экзотическую страну, поскольку Миллер хотел, чтобы действие картины происходило в визуально отличном от «Шрека» мире.
Дуг Лэнгдейл, исполнительный продюсер мультсериала «Приключения Кота в сапогах» (2015—2018), отметил, что в нём гораздо больше боевых сцен с Котом по сравнению с фильмами; он показан скорее как мастер фехтования, также использующий больше «дополнительных ударов лапами». Лэнгдейл говорил, что хотел снять сериал о ранней жизни Кота, в тот период, когда только он один считал себя легендой, когда ему приходилось больше доказывать, и, возможно, когда у него ещё не всё так хорошо получалось; таким образом, было решено, что действие мультсериала будут происходить до событий сольного мультфильма. Он сказал, что, поскольку Кот — «герой», сериал фокусировался на том, как Кот спасает людей и побеждает негодяев. Лэнгдейл добавил, что неожиданная глубина и детали персонажа раскрываются с юмором, а сам Кот до событий мультсериала был бродягой и одиночкой. Он отметил, что события сериала являются важным периодом в жизни Кота, который научил его как ладить с другими людьми и заставил его понять ценность дружбы и отношений. Дуг также посчитал, что зрители будут охотно следить за обаянием, харизмой и привлекательностью Кота.

### Озвучивание

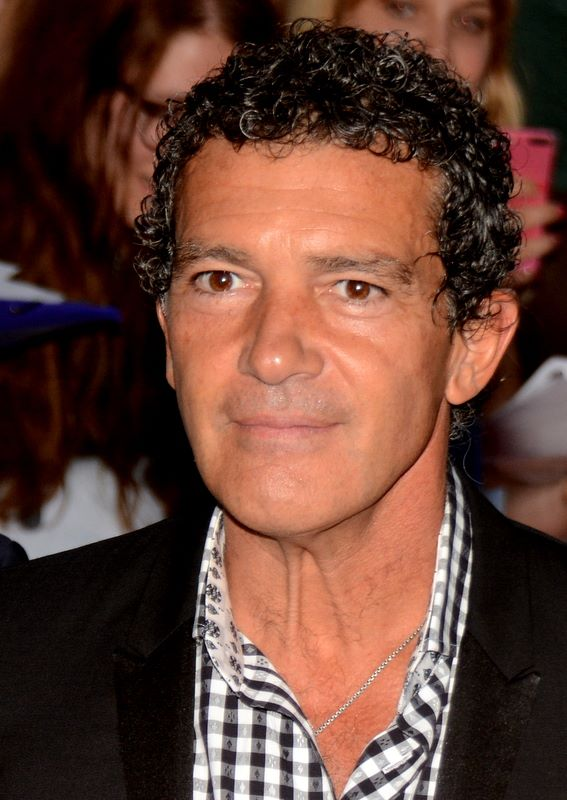
Антонио Бандерас озвучил Кота в сапогах в английской, испанской и итальянской версиях мультфильмов франшизы «Шрек»

Антонио Бандерас озвучивал Кота во франшизе «Шрек». По признанию актёра, ему понравился первый «Шрек», что первоначально и смотивировало его озвучить персонажа; он заявлял, что его выбрали на роль Кота из-за испанского акцента. Джеффри Катценберг предложил ему озвучить героя, когда Бандерас был на бродвейском мюзикле «Nine». Создатели «Шрека 2» показали ему множество изображений с персонажем, и актёр осознал, насколько маленьким был Кот. Получив роль Кота, Бандерас разработал отдельный план её отыгрывания, определивший характер персонажа. Изначально создатели фильма планировали, чтобы Бандерас озвучивал героя высоким тоном, однако довольно скоро он вместе с производственной группой выбрал тон, который был более глубоким, чем его обычный голос. По мнению Бандераса, этот выбор был очень интересным — он помог установить характеристику персонажа с точки зрения личности. Актёр сравнил звучание голоса героя со «львом, застрявшим в теле маленького кота», и счёл это отличительной чертой персонажа. Он назвал комичным то, как звучание голоса Кота контрастирует с размерами его тела, считая, что «кот не должен так говорить», а также отметил, что из-за контраста между внешностью и голосом кажется, будто герой даже не осознаёт своего маленького роста. После того как было принято решение, как в конечном итоге будет звучать голос Кота, создатели фильма начали работать над персонажем совершенно по-другому: Бандерас рассказывал, что изначально Кот задумывался как второстепенный персонаж, однако по мере работы над фильмом создатели стали осознавать потенциал героя, и Кот стал приобретать всё большее значение для сюжета мультфильма. Сам Бандерас признавался, что он и производственная группа получили большое удовольствие при работе над характером Кота, выразив мнение, что Кот также сильно понравился и зрителям.
Первой записанной сценой Бандераса было отхаркивание комка шерсти, во время которой актёр провёл 45 минут, издавая «странные звуки». Несмотря на сорванный голос, Бандерас нашёл это забавным. Самой сложной частью озвучивания Кота Антонио назвал понимание принципов работы и процесса анимации. Персонаж был озвучен актёром на английском, мексиканском испанском, кастильском испанском и итальянском языках. Последний, по его словам, был самым сложным, поскольку ему приходилось копировать лицевую анимацию персонажа, в то время как в испанском дубляже было решено добавить Коту шепелявость. Когда Бандерас был на Каннском кинофестивале на показе «Шрека 2», он заметил, что персонаж привлёк большое внимание публики. В мультфильме «Шрек навсегда» (2010) Кот резко пополнел, на что Бандерас отшутился, что его беспокоит не прибавка в весе персонажа, а розовая лента, которую он носил. Для сольного мультфильма о Коте Бандерас посоветовал создателям показать отношения Кота и Кисы Мягколапки в формате «от любви до ненависти», чтобы придать их диалогам наибольшую комичность. Сальма Хайек, исполнившая роль Кисы, говорила, что Бандерас вполне правдоподобен в роли Кота, поскольку, как и персонаж, Антонио очень самоуверен, что характеризует его как идеального кандидата для роли. Сам Бандерас хотел, чтобы Кот сохранил свой озорливый и резкий характер в своём сольном мультфильме, так как эта черта персонажа понравилась зрителям.
На вопрос о сходстве в характерах между ним и Котом Бандерас ответил, что у его персонажа есть ценности, которых ему не хватает, вроде большой смелости. По словам актёра, создатели мультфильма хотели придать персонажу Кота некоторые из черт героев, которых он играл в других фильмах, таких как Зорро, и персонажей из фильма «Отчаянный» (1995) и «Тринадцатый воин» (1999). После выхода картин Бандерас отметил, что он увидел немного больше от самого себя и своего поведения в Коте, вследствие чего назвал героя своим альтер эго. Антонио гордился тем, что его персонаж — латиноамериканец, поскольку считал, что это хорошо для разнообразия и культурного взаимодействия, и что у детей будет пример того, что у героев может быть сильный акцент.
Сам актёр положительно отзывался о своём герое, из черт характера которого ему больше всего нравится озорство. Антонио считает, что во всех мультфильмах, в которых он появляется, Кот делает удивительные вещи, а саму роль назвал значащей для его карьеры. Создатели «Шрека 2» хотели, чтобы именно он озвучил героя, несмотря на то, что актёр не мог говорить по-английски, когда приехал в Америку. Бандерас признался, что изначально не знал, насколько сложно ему будет озвучить персонажа, и посчитал, что для того, чтобы сделать это хорошо, нужно проникнуться героем. Франшиза «Шрек» стала для него очень важна, и он был счастлив приложить к ней руку, ибо мультфильмы серии отображали, по его словам, «великолепную часть Голливуда и поиск совершенства». Роль Кота стала для Бандераса одной из наиболее заметных.
В мультсериале «Приключения Кота в сапогах» на Netflix героя озвучил другой актёр, Эрик Бауза. По его словам, он «честно и справедливо» прошёл прослушивание на роль (несмотря на то, что работал с исполнительным продюсером Дагом Лэнгдейлом в другом шоу), и ему понравилось работать с производственной командой. Его попросили сняться в захвате движения для создания анимации Кота перед началом мультсериала. Актёр заявил, что воплотить этого персонажа физически через движения было очень сложно, а звуки, которые Бауза должен был издать за Кота, он назвал «знаковыми», по причине того, что Кот является очень известным персонажем. Процесс озвучивания он посчитал сложным из-за манеры героя говорить «как бы полушёпотом». Так как Бауза отыгрывал роль главного персонажа мультсериала, ему повезло «иметь честь участвовать в звукозаписи совместно с большинством людей, работавших над шоу». При работе над озвучкой Бауза брал пример с Антонио Бандераса: он просмотрел много фильмов с участием актёра, представляя, как бы он действовал в определённых ситуациях на его месте, а также пытался быть таким же «непредсказуемым»; помимо прочего, Бауза посчитал, что его голос схож с голосом Бандераса. Актёр считал, что «взять на себя такую роль, как Кот в сапогах, — большая честь», а создание отдельного мультсериала о Коте назвал хорошей идеей, так как он поддержит интерес зрителей к персонажу до выхода «Кота в сапогах 2» и покажет некоторые черты личности Кота, которые было бы затруднительно продемонстрировать в полнометражных и короткометражных фильмах. В видеоиграх о Шреке героя озвучивал Андре Сольюццо. Мяуканье Кота издавал актёр Фрэнк Уэлкер.

#### Дубляж
В русском дубляже персонаж звучал голосом Всеволода Кузнецова, для которого озвучивание Кота в сапогах стало первой практикой в дублировании Антонио Бандераса: «„Сотрудничество“ с Антонио Бандерасом началось для меня с Кота в сапогах из „Шрека“. Это мультяшный персонаж, в нём много всего намешано, но, безусловно, все черты его характера есть и в самом актёре — например, хвастовство». При дубляже Кота Кузнецов, как и Эрик Бауза в «Приключениях Кота в сапогах», прежде всего отталкивался от манеры озвучивания Антонио Бандераса: по его мнению, при озвучивании Кота Бандерас «заострял свои отрицательные качества», чему Всеволод старался также следовать, находя «в себе эти краски». Тем не менее испанский акцент Бандераса было решено не передавать, так как, по мнению актёра и команды дубляжа, «это был тупиковый ход».
Всеволод Борисович рассказывал, что, озвучивая Кота в «Шреке», он слегка имитировал приёмы актёра Андрея Миронова, чьим голосом поёт другой кошачий персонаж — Чёрный кот из советского короткометражного мультфильма «Голубой щенок». Актёр также признавался, что при работе над дубляжом его расстраивала невозможность точной передачи смысла оригинального текста: «Обидно бывает, что из-за особенностей русского языка не всегда удаётся передать нужный смысл. При озвучивании третьего „Шрека“ мне очень понравилось, как у меня вышла пара фраз (когда кот клеился к кошечке) — вкусно, игриво, смешно, но попросили переписать ближе к оригиналу, к Бандерасу».
В мультфильме «Кот в сапогах: Последнее желание» Кота в сапогах озвучил Андрей Бибиков.

### Характеристика
Крис Миллер охарактеризовал героя как яростно преданного и благородного кота, назвав его крошечным и забавным персонажем. Миллер описывал Кота как очень привлекательного, отмечал его модную одежду, дерзость, романтичность и реалистичность в плане внешнего сходства с настоящими котами. По его мнению, Кот является ярким персонажем. Он также посчитал, что взрывной и активный, но при этом «очень милый», характер Антонио Бандераса замечательно подошёл для образа Кота в его сольном фильме. Кроме того, Крис описывал героя как «помноженную на два» версию Бандераса в шкуре «маленького пушистика», что, по мнению Миллера, делает Кота очень смешным, интригующим и сложным героем. Он находил Кота очень мелодраматичным персонажем и считал это забавным ввиду того, как хорошо Бандерас отобразил эту сторону героя и его характер в целом. Далее Миллер добавил, что Кот наиболее забавен, когда относится к себе слишком серьёзно, а это происходит всегда, поскольку он всегда высокого мнения о себе, и что, хоть у Кота действительно большое сердце, он не прочь поозорничать. Кот также был охарактеризован как некто, кому пришлось очень рано что-то осознать. Помимо этого, Крис отметил влияние персонажа, которое тот оказывает на окружающих. Миллер называл Кота «наполовину донжуаном, наполовину бойцом» и «немного проказливым баламутом», при этом подчёркивая непредсказуемость героя.
Дуг Лэнгдейл считал, что Кот является персонажем, с которым зрителю будет легко ассоциировать себя, положительно отмечая эту особенность героя. Он говорил, что на первый взгляд Кот — «самый крутой парень в мире», «хорош во всём», «спасает и защищает людей» и «выглядит так, будто сможет победить кого угодно», несмотря на свой маленький рост. Лэнгдейл также добавил, что Кот является обычным маленьким котом в мире больших для него людей, но при этом с характером и личностью «размером со слона».
Бандерас назвал своего героя немного загадочным и добродушным, добавив, что Кот знает, как заставить людей завидовать, и может манипулировать одним лишь взглядом. По словам Бандераса, зрители смогут легко узнать себя в Коте благодаря его попыткам чего-то добиться. Актёр говорил, что Кот — «бабник», который прихлёстывает за кошечками и любит, чтобы рядом была женщина, которая может сражаться так же отчаянно, как и он. Бандерас подчёркивал, что герой очень маленький, и актёру нравился его контраст в росте со Шреком.

## Появления

### «Шрек 2»
Впервые Кот в сапогах появляется в сиквеле оригинального мультфильма. Его нанимает отец Фионы, король Гарольд, чтобы убить огра Шрека. Кот встречает огра и его товарища Осла в лесу и нападает, однако терпит поражение. Далее он раскрывает Шреку причину своего нападения и умоляет о пощаде. Шрек не убивает его, и Кот решает присоединиться к нему в качестве напарника. По ходу мультфильма Кот заводит дружбу с ним и Ослом и помогает первому заполучить зелье, которое превращает огра и принцессу Фиону в людей. Ближе к концу фильма Кот противостоит стражникам, чтобы выиграть время для Шрека, который мчится спасать Фиону. В конце картины Кот поёт дуэтом вместе с Ослом.

### «Шрек Третий»
Кот отправляется со Шреком и Ослом за двоюродным братом Фионы, Артуром Пендрагоном, чтобы тот занял престол Тридевятого королевства вместо огра. Во время путешествия Кот всячески помогает главному герою советами. Позже из-за испорченного заклинания телепортации Мерлина Кот и Осёл меняются телами. Им трудно привыкнуть к изменениям, но вскоре они объединяют свои силы в битве против Принца Чаминга, чтобы спасти Шрека, и убеждают Артура, что он должен стать королём. В конце мультфильма Мерлин возвращает Кота и Осла в свои тела, и они вместе с другими персонажами заботятся о детях Шрека и Фионы.

### «Шрек навсегда»

В альтернативной вселенной мультфильма «Шрек навсегда» Кот располнел и носил розовую ленточку

В начале фильма Кот посещает первый день рождения детей Шрека и Фионы. В альтернативной вселенной, куда попадает главный герой после подписания контракта с Румпельштильцхеном, вышедший на пенсию Кот набрал лишний вес и стал домашним животным Фионы. Понимая, что Шрек и Фиона испытывают чувства друг к другу, Кот становится другом огра, помогая ему добиться сердца Фионы. Когда Шрек, Фиона и другие огры этой вселенной попадают в плен Румпельштильцхена, Кот и Осёл спасают их, а позже участвуют в финальной битве со злодеем. Когда Шрек возвращается обратно в свою вселенную, Кот, как и прежде, присутствует на вечеринке в честь дня рождения.

### «Кот в сапогах»
Мультфильм «Кот в сапогах» является спин-оффом и приквелом фильмов о Шреке. Он начинается с представления псевдонимов Кота: его называли Диабло Гато, Пушистый донжуан, Чупакабра, Игривый дваждылюб и Рыжий убийца. Когда Кот был маленьким, его бросили, и он попал в приют в городе Сан-Рикардо, где воспитывался женщиной Имельдой. Он подружился с Шалтаем Александром Болтаем, который и дал ему имя «Кот» (англ. Puss). Вместе с ним он решает найти волшебные бобы, которые приведут их к Золотой гусыне, несущей золотые яйца. Кот совершает героический поступок, за что получает признание жителей и сапоги. Его связь с Шалтаем начинает ослабевать, и однажды яйцо заманивает Кота на ограбление банка. Из-за этого Коту приходится покинуть Сан-Рикардо.
Годы спустя он узнаёт, кому принадлежат волшебные бобы, и планирует их украсть. Однако ему препятствует кошка, которая тоже планирует кражу, — Киса Мягколапка, напарница Шалтая. Шалтай просит Кота присоединиться к ним в поисках бобов, и Кот в конце концов соглашается. Они находят бобы, сажают их, и бобовый стебель ведёт их в небесный замок. Они находят Золотую гусыню и спускаются с ней на землю. Кот возвращается в Сан-Рикардо, где понимает, что Шалтай замышляет против него заговор. Кота арестовывают, и он узнаёт, что мать гусыни придёт за ней. С помощью Кисы герой сбегает и примиряется с Шалтаем. Последний жертвует собой, чтобы позволить Коту спасти Золотую гусыню и вернуть её матери для предотвращения разрушения города. Позже Кот и Киса сбегают от городской стражи.

### «Кот в сапогах: Последнее желание»
Истратив восемь из девяти своих жизней, Кот отправляется в путешествие, чтобы найти мифическое «Последнее желание» и восстановить девять жизней.

### Другое
Кот присутствует в короткометражном мультфильме «Кумир Тридевятого королевства» (2004) и исполняет отрывок из песни «These Boots Are Made for Walkin’»; он появляется и в собственном клипе на этот сингл. Кот также является одним из основных персонажей короткометражек и телевизионных спецвыпусков «Шрека», среди которых: «Шрек Мороз, зелёный нос» (2007), где он вместе с другими персонажами отправляется в дом огра, чтобы отпраздновать Рождество и рассказать рождественскую историю; «Шрек: Страшилки» (2010), в котором Кот участвует в конкурсе рассказчиков, чтобы напугать огра на Хэллоуин, — он рассказывает историю вместе с Ослом, но их версии расходятся; «Рождественский Шректакль Осла» (2010), где исполняет свою версию песни «Feliz Navidad»; в «Шреке: Триллере» (2011), где он предстаёт в виде зомби; и в «Кот в сапогах: Три дьяволёнка» (2012), по сюжету которого он обучает трёх котят, наставляя их на правильный жизненный путь.
Кот — главный герой мультсериала «Приключения Кота в сапогах», вышедшего на Netflix. По сюжету он защищает город Сан-Лоренцо от внешних угроз, после того как случайно разрушил заклятье, защищавшее его. Он также присутствует в спецвыпуске «Кот в книге: в ловушке эпической истории» (2017), который относится к сериалу. Герой фигурирует в коротких вебизодах DreamWorksTV в стиле видеоблога. Он появился в Jeopardy!, став первым компьютерным анимационным персонажем, представившим в шоу целую категорию. Кота можно увидеть в роликах, пародирующих рекламу Old Spice.
Кот является играбельным персонажем множества видеоигр из франшизы «Шрек»: Shrek 2: The Game, Shrek the Third, Shrek Forever After, Puss in Boots, Shrek SuperSlam, Shrek Smash n' Crash Racing, Shrek n' Roll, Shrek 2: Beg for Mercy, Shrek’s Carnival Craze Party Games и Shrek Kart. Помимо этого, он появляется в видеоиграх Shrek: Dragon’s Tale, Shrek the Third: Arthur’s School Day Adventure и Shrek the Third: The Search for Arthur. Также с Котом вышла отдельная версия мобильной видеоигры Fruit Ninja — Fruit Ninja: Puss in Boots.
Кот появился в качестве камео в мюзикле про Шрека. Также он стал частью сценического шоу в Duluth Depot. Кроме того, герой был представлен на шоу в парке развлечений Universal Studios Singapore, а его статуэтка была выставлена у входа на американские горки «Puss in Boots' Giant Journey». Ещё одна статуэтка Кота находится на крыше цепочной качели, вдохновлённой персонажем, которая расположена в тематическом парке Dreamworld в Австралии. Помимо этого, имели место встречи с аниматорами, переодетыми в героя.

## Критика и наследие

### Отзывы
«Кот выглядит таким мягким, пушистым и тактильным в своих маленьких кожаных сапожках, в своей весёлой шляпке с перьями и с блестящей саблей, что вам захочется протянуть руку и погладить его, особенно когда он в целях манипуляции притворяется крошечным котёнком с этими расширяющимися большими зелёными глазами».
В целом критики положительно отзывались о Коте. Рецензенты хвалили образ Кота и описывали его как милого, обходительного, привлекательного, харизматичного, дерзкого, обаятельного, легендарного и крайне очаровательного персонажа. Они называли героя «прирождённой звездой», «отъявленным авантюристом», «наиболее обходительным среди флиртующих котов» и «величайшим в мире котом-фехтовальщиком», а также отмечали его сладкоречивость, героичность, благородность, самоуверенность, страстность и верность, а его происхождение считали «скромным». Кристина Редиш, представляющая издание Collider, назвала Кота очаровательным и незабываемым котом, предназначенным для великих дел. Она отметила, что появление у него собственного мультфильма не было неожиданностью. Стивен Холден из The New York Times описал персонажа как тщеславного избалованного головореза. В рецензии на сольный мультфильм о Коте журналист посчитал, что герой не является такой же ярко выраженной личностью, какой был в фильмах о Шреке. Тодд Маккарти, журналист The Hollywood Reporter, назвал Кота смелым и лихим маленьким котёнком, который всегда находится в центре внимания, кроме того, отметив его навыки фехтования. Нил Гензлингер из The New York Times посчитал героя милым, лихим и бесстрашным, но также и немного безрассудным. Крисси Айли из The Telegraph назвала его самым «соблазнительным» анимированным котом в мире. Журналисту Энди Патрицио из IGN понравился Кот в сиквеле «Шрека», а его коллега Скотт Коллура отмечал, что персонаж остаётся достойным и «крутым» в «Шреке навсегда», несмотря на прибавку в весе. Кроме того, героя расценивали как источник разрядки смехом.
Критики считали Кота похожим на Зорро и называли его хорошим переосмыслением культового героя. Помимо этого, обозреватели сравнивали Кота с капитаном Джеком Воробьём из серии фильмов «Пираты Карибского моря», так как они оба выделялись на фоне остальных персонажей, в том числе своей харизмой. Кота сравнивали с некоторыми другими схожими персонажами, среди которых: Дон Жуан, Пепе ле Пью и Тарзан.
Внимание критиков также привлёк облик персонажа, который в целом был принят положительно. Так, Джесси Хассенгер из PopMatters назвал героя живеньким и хорошо одетым котом. Журналист Comic Book Resources Роб Левин описал персонажа как «легенду» с гордой осанкой и кожаными сапогами. Тодд Маккарти назвал Кота мелким оранжевым существом с зелёными глазами, шляпой с пером и огромными сапогами, а Энтони Скотт, представляющий The New York Times, отметил реалистичность анимации меха персонажа. Шляпу Кота называли забавной и сравнивали со шляпой Д’Артаньяна. Персонажа характеризовали как крошечного, а репортёр Spin South West отмечал, что при маленьком росте он имеет большой характер. Грэм Янг из Birmingham Post заявил, что «Кот в сапогах» был одним из самых весёлых мультфильмов, которые он когда-либо видел, сославшись на «чудесные» маленькие зубы Кота как на способствующий этому фактор.

Критики высоко оценили решение авторов наделить Кота в сапогах способностью расширять свои зрачки
(на иллюстрации), чтобы «умилять» врагов

Способность Кота «умилять» врагов своим взглядом тоже получила высокую оценку. Марк Вогер описал этот приём Кота в сапогах как «технику больших глаз, вызывающей симпатию». Кэтрин М. Роджерс в своей книге под названием «Кот» написала, что, хоть персонаж и является демонстративно свирепым головорезом, он, тем не менее, способен мгновенно умилить любого противника, взглянув на него, используя свой доверчивый взгляд. Джеймс Моттрам из The National заявил, что то, как Кот расширяет свои глаза и мяукает, является его главным оружием, и назвал такой приём «комической жемчужиной», к которой создатели фильма прибегают лишь однажды (в сольном фильме), и что она делает мультфильм восхитительным. Бен Шерлок из Screen Rant отметил популярность Кота и то, что его приём «умиления» срабатывает абсолютно всегда. Джесси Хассенгер описала его как смелого кота с атрибутами настоящей кошки, такими как мурлыканье и очаровательный вид, который он использует, чтобы обезоруживать врагов. Хассенгер назвала глаза Кота большими, милыми, которым «не всегда легко сопротивляться». Грэм Янг назвал глаза Кота «изумрудными пирогами». Дэн Джолин также нашёл расширенные зрачки персонажа милыми, как и его коллега из Empire. Нев Пирс из BBC тоже назвал глаза Кота милыми и сравнил их с блюдцами. Джефф Отто из IGN и Кристи Лемир из Boston.com также хвалили этот приём. В русскоязычной книге «Змей» авторы отмечали, что персонаж запомнился прежде всего этой способностью, и его жалостливым и просящим глазам «невозможно было отказать». Ещё «большие глаза» Кота описывались как повторяющийся гэг.
Журналисты комментировали и популярность персонажа. Стивен Лебовиц из AXS выразил мнение, что Кот настолько же популярен, как и главный персонаж франшизы Шрек, а его коллега Джозеф Айрдо назвал героя «возможно, самым популярным» персонажем франшизы. Эшли Родригес из Quartz также отмечала популярность героя. Робин Пэрриш из Tech Times назвал Кота «всеобще любимым напарником Шрека». Кристина Редиш отметила, что Кот стал любимцем фанатов мультфильмов о Шреке, а Саймон Мираудо, представляющий ресурс Quickflix, назвал героя одним из наиболее узнаваемых персонажей франшизы. Роб Карневале заявил, что для многих поклонников «Шрека» Кот был «настоящей звездой франшизы». Эндрю Пенн Ромайн посчитал Кота одним из самых популярных персонажей в истории современной анимации. Кот был назван самым лучшим нововведением «Шрека 2» Марком Савловым из The Austin Chronicle. Среди прочего критики, рецензенты и обозреватели называли его самым лучшим новым персонажем этого мультфильма, самым весёлым новым персонажем, самым запоминающимся и величайшим персонажем франшизы, лучшим персонажем из всех, а также самым лучшим дополнением мультфильма. Стивен Холден же выразил мысль, что хоть Кот действительно обладает своей харизмой и очарованием, тем не менее он не такой запоминающийся герой, как сам Шрек или его «болтливый» приятель Осёл. Мэтт Фаулер из IGN отмечал, что герой, возможно, лучше подходит на роль второстепенного персонажа. Кот занял 11-е место в списке 50 лучших персонажей мультфильмов по версии журнала Empire.
Критики высоко оценили озвучку Бандераса. Роб Левин заметил, что в поведении Кота в фильмах о Шреке есть «латинский оттенок» благодаря актёрской игре Бандераса, играющего свою роль с удовольствием, что придаёт Коту очарование самого актёра. Эндрю Пенн Ромин сравнил серьёзность и сосредоточенность Бандераса в озвучивании персонажа с «кошачьей» серьёзностью. Роб Карневале назвал работу Бандераса неподражаемой. Дана Гарднер из IAmRogue написала, что Бандерас привнёс много комичности в роль Кота, сыграв персонажа столь драматически. Мэтт Фаулер посчитал, что Бандерас идеально подходит на роль Кота. Тодд Маккарти назвал игру Бандераса энергичной и осознанной, а Джеймс Моттрам отметил обаяние Бандераса. Грэм Янг признался, что игра Бандераса напомнила ему игру актёра в фильме «Маска Зорро»; он также посчитал, что актёрская игра Антонио сделала мультфильм «Шрек 2» только лучше. Крисси Айли описала Кота как кошачью пародию на Зорро Бандераса. Донна Боуотер из The Telegraph назвала игру Бандераса отменной. Джефф Отто сказал, что актёр придаёт персонажу «фантастическую» энергию, заставляя зрителей «желать больше [сцен] с ним». Алану Джонсу из Radio Times понравилась работа Бандераса. Рецензент из Empire написал, что Бандерас в совершенстве озвучил Кота. В книге «Stars in World Cinema: Screen Icons and Star Systems Across Cultures» авторы писали, что европейские корни сказки «Кот в сапогах» возродились благодаря Бандерасу. Они отметили, что, хотя экранный образ Бандераса был основан на его восприятии и образе тела, он затем сменил это представление на образ анимированного рыжего кота. Писатели также указали, что голосу Кота целенаправленно был добавлен акцент, что должно было сыграть на интернализированных взглядах аудитории на иностранные культурные образы; они добавили, что для Кота было жизненно важно не принадлежать к доминирующей культурной группе, несмотря на то, что он был «принят в эту группу». В книге «The Animated Movie Guide» автор Джерри Бек написал, что Бандерас озвучивал Кота с кастильским акцентом в латиноамериканской версии и с андалузским акцентом в испанской версии; он отметил, что оба акцента звучали забавно для соответствующей целевой аудитории. Морин Ли Ленкер из Entertainment Weekly сказала, что Кот стал любимцем фанатов после своего первого появления во франшизе «Шрек» в основном из-за мягкого испанского акцента Бандераса. Отмечается, что участие Бандераса в роли в значительной степени способствовало популярности Кота. За свою игру Бандерас был номинирован на премию «Энни» за лучшую озвучку в анимационном полнометражном фильме и на кинонаграду MTV за лучшую комедийную роль.
Российские кинообозреватели также остались довольны персонажем, и, как свои западные коллеги, хвалили способность Кота очаровывать своих противников и отмечали сходство героя с Зорро. Рецензент от журнала «Мир фантастики» назвал «поистине гениальным» решение позвать на озвучку Кота Антонио Бандераса, сыгравшего роль Зорро, отметив, что создатели не зря планируют посвятить персонажу отдельную серию фильмов. Юрий Лущинский, представляющий сайт «КГ-Портал», заявил, что Кот в сапогах, наравне с Крёстной Феей, производят на зрителя «сногсшибательный эффект», также согласившись, что персонаж достоин собственного мультфильма. Журналистка издания «Коммерсантъ» Лидия Маслова назвала Кота «пожалуй, самым живым персонажем второго „Шрека“» и посчитала, что он может составить конкуренцию «болтливому Ослу» из первого фильма. В обзоре «Шрека 2» от «Искусства кино» обозревательница Ирина Любарская выразила мнение, что Кот в сапогах больше напоминает не Зорро, а «комплиментарную пародию» на Джека Воробья, героя Джонни Деппа из кинофраншизы «Пираты Карибского моря», при этом отметив, что он как персонаж «по всем параметрам» получился лучше главного героя мультфильма, самого Шрека. В обзоре на мультфильм «Кот в сапогах» обозреватель «Амурской правды» Андрей Митрофанов назвал героя одним «из самых колоритных персонажей знаменитого сериала об огре Шреке» и похвалил анимацию его шерсти. Олег Зинцов из «Ведомостей» сравнил Кота с Ослом, заявив, что второй в мультфильмах серии «Шрек» «заслонял во всех отношениях» первого; тем не менее Зинцов обратил внимание, что «героического потенциала» в Коте не меньше, чем комического, что делает его более удачным персонажем для собственного фильма, чем Осёл.

### Продвижение
Были выпущены товары, основанные на образе персонажа, среди которых: плюшевые игрушки, виниловые фигурки производства Funko, игрушки для сети ресторанов быстрого питания McDonald’s, диспенсеры для конфет PEZ, рюкзаки, одежда, а также настольная игра «Монополия» с персонажами франшизы «Шрек», среди которых есть в том числе и Кот.